# Roger Beuchat
Roger Beuchat (Court, 2 gennaio 1972) è un ex ciclista su strada svizzero, professionista dal 1998 al 2011.

## Palmarès

### Strada
- 2000 (Post Swiss Team, due vittorie)

2ª tappa Tour du Poitou-Charentes (Saint-Georges > Niort)
2ª tappa Hessen-Rundfahrt (Schotten > Wetzlar)
- 2001 (Phonak Hearing Systems, due vittorie)

Grand Prix de Genève
Tour du Jura
- 2009 (Team Neotel, due vittorie)

Classifica generale Tour de Korea
Tour du Jura

#### Altri successi
- 2000 (Post Swiss Team)

1ª tappa Giro della Svizzera meridionale
- 2001 (Phonak Hearing Systems)

Classifica scalatori Rheinland-Pfalz-Rundfahrt
- 2004 (Vini Caldirola-Nobili Rubinetterie)

Classifica scalatori Regio-Tour
- 2005 (Team Barloworld-Valsir)

Classifica scalatori Rheinland-Pfalz-Rundfahrt
Criterium di Cartigny
- 2006 (Team LPR)

Silenen-Amsteg-Bristen
Criterium di Pfaffnau
Chur-Arosa
- 2007 (Team LPR)

Classifica scalatori Tour of Ireland
- 2010 (CKT TMIT-Champion System)

Chur-Arosa

## Piazzamenti

### Grandi Giri
- Vuelta a España

1998: 100º

### Classiche monumento
- Milano-Sanremo

2003: 138º
- Giro delle Fiandre

2002: ritirato
2003: ritirato
- Parigi-Roubaix

2003: ritirato
- Liegi-Bastogne-Liegi

2002: ritirato
2003: ritirato
2004: 109º
- Giro di Lombardia

2002: ritirato
2008: 23º

### Competizioni mondiali
- Campionati del mondo

Plouay 2000 - In linea Elite: ritirato
Zolder 2002 - In linea Elite: 64º
Hamilton 2003 - In linea Elite: 108º
Verona 2004 - In linea Elite: 37º
Madrid 2005 - In linea Elite: 105º